# Aviano
Aviano (Friulian: Avian) é uma comuna italiana da região do Friuli-Venezia Giulia, província de Pordenone, com cerca de 8.220 habitantes. Estende-se por uma área de 113 km², tendo uma densidade populacional de 73 hab/km². Faz fronteira com Barcis, Budoia, Fontanafredda, Montereale Valcellina, Roveredo in Piano, San Quirino, Tambre (BL).

## Demografia
| Variação demográfica do município entre 1861 e 2011                               |
|                                                                                   |
| Fonte: Istituto Nazionale di Statistica (ISTAT) - Elaboração gráfica da Wikipedia |